# Automolis sheljuzkoi
Automolis sheljuzkoi är en fjärilsart som beskrevs av Sergius G. Kiriakoff 1961. Automolis sheljuzkoi ingår i släktet Automolis och familjen björnspinnare. Inga underarter finns listade i Catalogue of Life.